# 1997年亚洲柔道锦标赛
1997年亚洲柔道锦标赛于1997年11月22日至11月23日在菲律宾马尼拉举办。 

## 奖牌概况

### 男子项目
| 项目                           | 金牌                          | 银牌                           | 铜牌                                       |
| 特轻量级 (60 公斤级) （詳細）  | 广三关口（日本）              | Yeh Hsin-Hung（中華臺北）      | Tariel Kaziev（哈萨克斯坦）                |
| 特轻量级 (60 公斤级) （詳細）  | 广三关口（日本）              | Yeh Hsin-Hung（中華臺北）      | Kang Myong-Chang（朝鲜民主主义人民共和国） |
| 次轻量级 (65公斤级) （詳細）   | 金钟元（大韩民国）            | Pankaj Sharma（印度）          | 园田隆二（日本）                           |
| 次轻量级 (65公斤级) （詳細）   | 金钟元（大韩民国）            | Pankaj Sharma（印度）          | Kai Kang（中国）                           |
| 轻量级 (71公斤级) （詳細）     | 郭大成（大韩民国）            | Halium Boldbaatar（蒙古国）    | 岩川武久（日本）                           |
| 轻量级 (71公斤级) （詳細）     | 郭大成（大韩民国）            | Halium Boldbaatar（蒙古国）    | Pae Song-Nam（朝鲜民主主义人民共和国）     |
| 次中量级 (78公斤级) （詳細）   | 尹东植（大韩民国）            | Farkhod Turaev（乌兹别克斯坦） | Kwak Ok-Chol（朝鲜民主主义人民共和国）     |
| 次中量级 (78公斤级) （詳細）   | 尹东植（大韩民国）            | Farkhod Turaev（乌兹别克斯坦） | Ruslan Seilkhanov（哈萨克斯坦）            |
| 中量级 (86公斤级) （詳細）     | Cho Byung-Ok（大韩民国）      | 有川光诚（日本）               | Teng Guangyin（中国）                      |
| 中量级 (86公斤级) （詳細）     | Cho Byung-Ok（大韩民国）      | 有川光诚（日本）               | Mussa Zalpulayev（哈萨克斯坦）             |
| 次重量级(95公斤级) （詳細）    | Sergey Shakimov（哈萨克斯坦） | 朴星根（大韩民国）             | Wei Fuouiang（中国）                       |
| 次重量级(95公斤级) （詳細）    | Sergey Shakimov（哈萨克斯坦） | 朴星根（大韩民国）             | 石田辉也（日本）                           |
| 重量级 (95公斤以上级) （詳細） | 金野润（日本）                | Ochir Odgerel（蒙古国）        | Huang Ho-Suei（中華臺北）                  |
| 重量级 (95公斤以上级) （詳細） | 金野润（日本）                | Ochir Odgerel（蒙古国）        | Vyacheslav Berduta（哈萨克斯坦）           |
| 无差别 （詳細）                | 增地克之（日本）              | Park Sung-Keun（大韩民国）     | Huang Ho-Suei（中華臺北）                  |
| 无差别 （詳細）                | 增地克之（日本）              | Park Sung-Keun（大韩民国）     | Vyacheslav Berduta（哈萨克斯坦）           |

### 女子项目
| 项目                           | 金牌                                   | 银牌                    | 铜牌                                    |
| 特轻量级 (48公斤级) （詳細）   | Yoo Hi-Joon（大韩民国）                | 长井淳子（日本）        | Li Lingling（中国）                     |
| 特轻量级 (48公斤级) （詳細）   | Yoo Hi-Joon（大韩民国）                | 长井淳子（日本）        | 余淑珍（中華臺北）                      |
| 次轻量级 (52公斤级) （詳細）   | 桂顺姬（朝鲜民主主义人民共和国）       | 金惠淑（大韩民国）      | He Ji（中国）                           |
| 次轻量级 (52公斤级) （詳細）   | 桂顺姬（朝鲜民主主义人民共和国）       | 金惠淑（大韩民国）      | 佐藤慎子（日本）                        |
| 轻量级 (56公斤级) （詳細）     | Ri Myong-Hwa（朝鲜民主主义人民共和国） | Zheng Linli（中国）     | Jeon Soh-Young（大韩民国）              |
| 轻量级 (56公斤级) （詳細）     | Ri Myong-Hwa（朝鲜民主主义人民共和国） | Zheng Linli（中国）     | Masako Otsuka（日本）                   |
| 次中量级 (61公斤级) （詳細）   | 郑成淑（大韩民国）                     | Kie Kusakabe（日本）    | Marina Mikheyeva（乌兹别克斯坦）        |
| 次中量级 (61公斤级) （詳細）   | 郑成淑（大韩民国）                     | Kie Kusakabe（日本）    | 李淑芳（中国）                          |
| 中量级 (66公斤级) （詳細）     | Song Jianfeng（中国）                  | 佐野奈津子（日本）      | Wu Meiling（中華臺北）                  |
| 中量级 (66公斤级) （詳細）     | Song Jianfeng（中国）                  | 佐野奈津子（日本）      | Kim Myong-Hui（朝鲜民主主义人民共和国） |
| 次重量级(72公斤级) （詳細）    | Li Yanfu（中国）                       | Yeh Wen-Hua（中華臺北） | 吉田早希（日本）                        |
| 次重量级(72公斤级) （詳細）    | Li Yanfu（中国）                       | Yeh Wen-Hua（中華臺北） | Olesya Nazarenko（土库曼斯坦）          |
| 重量级 (72公斤以上级) （詳細） | 二宫美穗（日本）                       | 孙贤美（大韩民国）      | 李晓虹（中華臺北）                      |
| 重量级 (72公斤以上级) （詳細） | 二宫美穗（日本）                       | 孙贤美（大韩民国）      | Sharma Bittu（印度）                    |
| 无差别 （詳細）                | 二宫美穗（日本）                       | Li Yanfu（中国）        | Nadejda Jeltakova（土库曼斯坦）         |
| 无差别 （詳細）                | 二宫美穗（日本）                       | Li Yanfu（中国）        | 李晓虹（中華臺北）                      |

### 奖牌榜
| 排名 | 国家／地区 | 金牌 | 银牌 | 铜牌 | 總數 |
| ---- | ---------- | ---- | ---- | ---- | ---- |
| 1    |            | 6    | 4    | 1    | 11   |
| 2    | 日本       | 5    | 4    | 6    | 15   |
| 3    | 中國       | 2    | 2    | 6    | 10   |
| 4    |            | 2    | 0    | 4    | 6    |
| 5    |            | 1    | 0    | 5    | 6    |
| 6    | 中華臺北   | 0    | 2    | 6    | 8    |
| 7    | 蒙古国     | 0    | 2    | 1    | 3    |
| 8    | 印度       | 0    | 1    | 1    | 2    |
| 9    |            | 0    | 1    | 1    | 2    |
| 10   |            | 0    | 0    | 2    | 2    |
| 总计 | 总计       | 16   | 16   | 32   | 64   |